# Ödön von Horváth
Edmund Josef von Horváth, känd som Ödön von Horváth, född den 9 december 1901 i Sankt Veit am Flaum i Österrike-Ungern, död den 1 juni 1938 i Paris, var en tyskspråkig, österrikisk-ungersk dramatiker och romanförfattare.

## Biografi
Horváth studerade i Budapest och Bratislava samt teatervetenskap i München innan han bosatte sig i Berlin 1924. 1933 flydde han till Österrike och 1938 flyttade han till Paris.
Bekymrad över det politiska klimatet använde Horváth sitt pjässkrivande till att rikta en våldsam attack mot fascismen. Med pjäser som Geschichten aus dem Wiener Wald (1931), en fars om stadsbor som står likgiltiga inför nazisternas maktövertagande, och andra arbeten som Kasimir och Karoline (1931), vann Horváth stort erkännande från intellektuella i sin samtid. 1931 tilldelades han det tyska litteraturpriset Kleistpriset. 
Horváths pjäser förbjöds i Tyskland på 1930-talet och 1933 var han tvungen att fly från Tyskland. Verk av honom brändes under bokbålen runt om i Nazityskland det året. 
Pjäserna blev framgångsrikt återupptäckta på 1960-talet och hade stort inflytande på yngre tyskspråkiga dramatiker som Franz Xaver Kroetz, Friedrich Dürrenmatt och Botho Strauss.
Horváth dog den 1 juni 1938 i Paris under ett regnoväder då en trädgren föll ner på honom.

## Uppsättningar i Sverige
- 1969 Kasimir och Karoline (Kasimir und Karoline), Uppsala Stadsteater, översättning Herbert Grevenius, regi Etienne Glaser, med bl.a. Anders Nyström & Bodil Mannheimer[9]
- 1970 Kasimir och Karoline (Kasimir und Karoline), Dramaten, översättning Herbert Grevenius, regi Mimi Pollak, med bl.a. Hjördis Petterson, Jan-Olof Strandberg, Börje Ahlstedt & Sigge Fürst[10]
- 1972 Tro, kärlek, hopp (Glaube Liebe Hoffnung), Radioteatern, översättning & regi Christer Brosjö, med bl.a. Ulf Brunnberg & Yvonne Lombard[11]
- 1973 Figaros skilsmässa (Figaro lässt sich scheiden), Radioteatern, översättning & reg Christer Brosjö, med bl.a. Thomas Hellberg[12][13]
- 1973 An der schönen blauen Donau (Geschichten aus dem Wiener Wald), Folkteatern, Göteborg, regi Torsten Sjöholm[14]
- 1973 An der schönen blauen Donau (Geschichten aus dem Wiener Wald), Stockholms stadsteater, översättning & regi Jan Håkanson, med bl.a. Håkan Serner, Ulla Sjöblom, Lena Granhagen, Frej Lindqvist, Krister Henriksson & Jane Friedmann[15]
- 1980 Kasimir och Karoline (Kasimir und Karoline), Göteborgs stadsteater, översättning Herbert Grevenius, regi Claes Lundberg[16]
- 1981 Don Juan kommer hem från kriget (Don Juan kommt aus dem Krieg), Radioteatern, översättning Nils A. Bengtsson, regi Bengt Gustavsson, med bl.a. Betty Tuvén[17]
- 1982 Tro hopp och kärlek (Glaube Liebe Hoffnung), Angereds teater, översättning Anders Carlberg, regi Finn Poulsen, med bl.a. Sven Wollter, Maria Hörnelius & Viveka Seldahl[18]
- 1982 Kasimir och Karoline (Kasimir und Karoline), Västernorrlands regionteater, översättning Herbert Grevenius, regi Claes Göran Turesson[19]
- 1982 Utsikten (Zur schönen Aussicht), X2-teatern, översättning Magnus Lindman, regi Gunnar Aronsson[20]
- 1985 An der schönen blauen Donau (Geschichten aus dem Wiener Wald), Östgötateatern, översättning Jan Håkanson, regi Torsten Sjöholm, med bl.a. Birgitte Söndergaard[21]
- 1988 Tro, hopp och kärlek (Glaube Liebe Hoffnung), Mandrillen, översättning Magnus Lindman, regi Stina Ancker[22]
- 1993 En vals från Wienerwald (Geschichten aus dem Wiener Wald), Västmanlands länsteater, översättning Magnus Lindman, regi Stina Ancker[23]
- 1994 An der schönen blauen Donau (Geschichten aus dem Wiener Wald), Borås stadsteater, översättning Jan Håkanson, regi Thomas Müller[24]
- 2001 Tro, hopp och kärlek (Glaube Liebe Hoffnung), Göteborgs stadsteater, översättning Anders Carlberg, regi Olof Lindqvist[25]
- 2001 Hotell Utsikten (Zur schönen Aussicht), Norrbottensteatern, översättning Magnus Lindman, regi Stina Ancker, med bl.a. Dag Malmberg[26]
- 2008 Kasimir och Karoline (Kasimir und Karoline), Dramaten, översättning Herbert Grevenius, regi Michael Thalheimer, med bl.a. Magnus Roosmann, Rebecka Hemse, Erik Ehn & Nadja Weiss[27]
- 2015 Ungdom utan gud (Jugend ohne Gott), Radioteatern, dramatisering Stellan Larsson, översättning Gustav Sjöberg, regi Åsa Kalmér, med bl.a. Anita Ekström, Lennart Jähkel & Peter Viitanen[28]
- 2015 Kasimir & Karoline (Kasimir und Karoline), Malmö Stadsteater, översättning Herbert Grevenius, regi Maria Åberg[29]
- 2015 Ingenting ger en sån känsla av oändlighet som dumheten (Geschichten aus dem Wiener Wald), Teaterhögskolan i Luleå, översättning Jan Håkansson & Caj Lundgren, regi Alexander Öberg[30]